# Jovanka Bončić-Katerinić
Jovanka Bončić-Katerinić (cyr. Јованка Бончић-Катеринић, ur. 5 lipca 1887 w Niszu, zm. 27 grudnia 1966 w Belgradzie) – serbska, a następnie jugosłowiańska architekt. Pierwsza kobieta, która uzyskała dyplom inżyniera w Cesarskich Niemczech.

## Życiorys
Bončić urodziła się w Niszu w Serbii w 1887 roku. Jej ojcem był Mihailo, prawnik i sędzia. Jej matka, Katarina Petrović, pochodziła z Belgradu. Uczęszczała do szkoły podstawowej w Požarevacu, a następnie we Vranju. W 1905 roku ukończyła liceum w Belgradzie i studiowała architekturę na uniwersytecie w Belgradzie. Podczas studiów odbyła staż w Serbskich Kolejach Państwowych. Na ostatnim roku studiów otrzymała stypendium Ministerstwa Budownictwa, dzięki czemu mogła studiować na uniwersytecie w Darmstadt w Niemczech, gdzie uzyskała dwa stopnie naukowe. W 1913 roku kończyła studia licencjackie z architektury i inżynierskie jako pierwsza kobieta.
W 1914 roku poślubiła ukraińskiego inżyniera Andreja Katerinicia, którego poznała na uniwersytecie w Darmstadt. Mieszkali w kilku miastach, w tym w Piotrogrodzie, Rydze, Moskwie, Kozielsku, Kijowie i na obrzeżach Odessy. Aby uciec przed represjami wojny domowej w Rosji, uciekli do Belgradu w 1922 roku. Pracowała jako inżynier dla władz miejskich. Bončić i jej mąż mieli trzech synów: Mihaila, Petara i Vitalija.

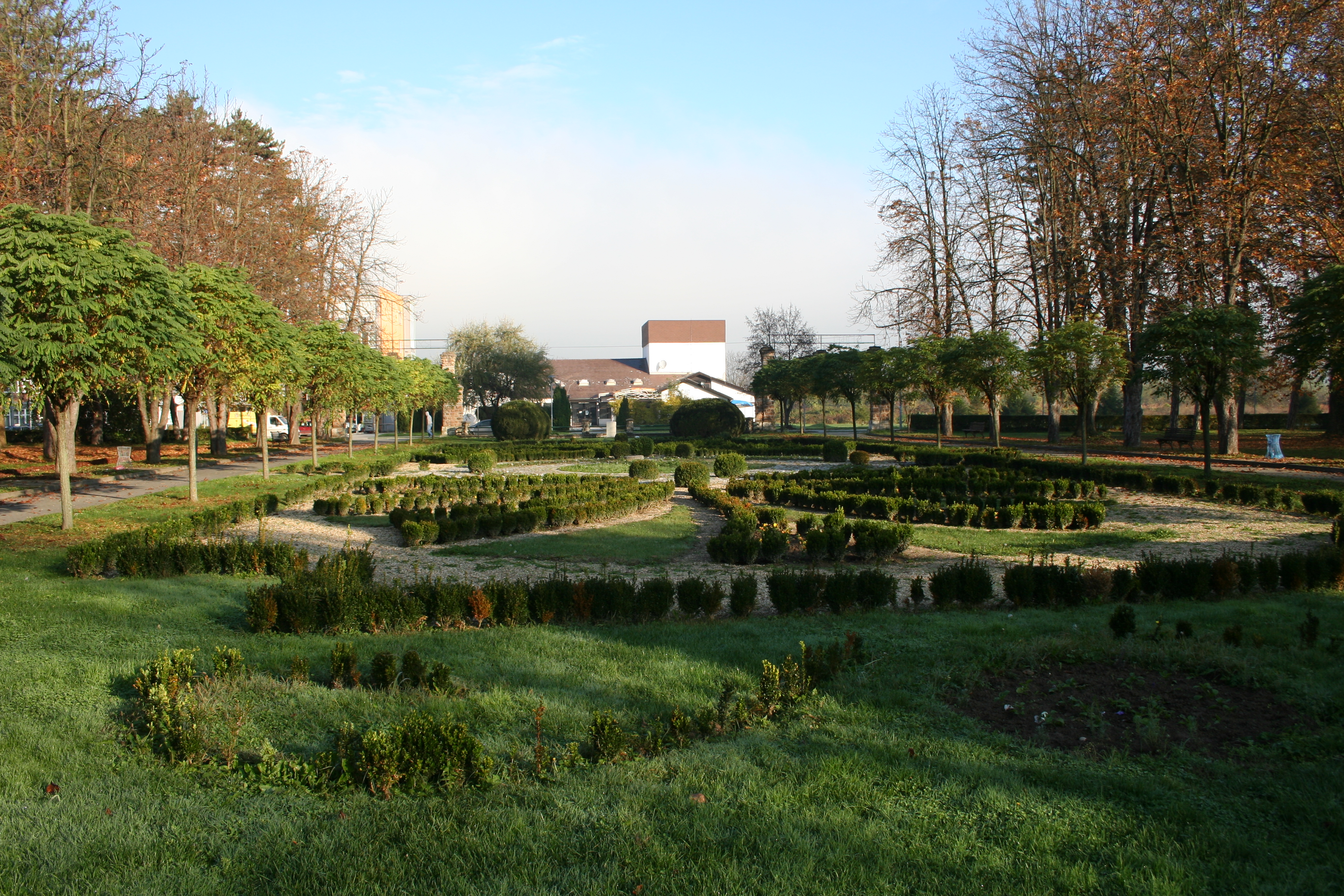
Ogród wokół łaźni w Banja Koviljača

Bončić została zatrudniona przez Jugosłowiańskie Ministerstwo Budownictwa. W 1931 roku pomogła w budowie centrum kulturalnego Banski Dvor w Banja Luce, uznawanego za narodowy zabytek Bośni i Hercegowiny. Do wybuchu II wojny światowej budowała głównie budynki użyteczności publicznej we współczesnej Serbii oraz w Bośni i Hercegowinie.
Była architektem podczas budowy kilku budynków w Belgradzie. W 1935 roku zaprojektowała i przewodniczyła budowie szkoły dla nauczycieli Queen Mary i wspólnie z architektem Petarem Bajaloviciem zaprojektowała budynek Wydziału Prawa Uniwersytetu Belgradzkiego. Pracowała także przy przebudowie domu „Ankera” przy ulicy Bałkańskiej. Jest znana z zaprojektowania w Belgradzie Wydziału Medycyny Weterynaryjnej w 1939 roku.
Bončić zbudowała również część łaźni w Banja Koviljačy. Zaprojektowała szpital w Despotovacu i szkołę średnią w Smederevie. Zbudowała kilka szkół podstawowych w całej Serbii. Podczas II wojny światowej wykonała niewielkie zamówienia w Petrovacu na Mlavi dla Ministerstwa Budownictwa i przeszła na emeryturę w 1945 roku. Zmarła w Belgradzie w 1966 roku.

## Odznaczenia
W 1928 roku została odznaczona Orderem Świętego Sawy od rządu Jugosławii. Dziesięć lat później otrzymała Order Korony Jugosłowiańskiej. W 2018 roku jej oryginalne projekty były prezentowane na Wydziale Medycyny Weterynaryjnej UB podczas corocznej imprezy Noc Muzeów.
Nagroda geologiczna jej imienia przyznawana jest na Uniwersytecie w Darmstadt, gdzie stała się pierwszą kobietą, która otrzymała dyplom inżyniera w Niemczech w 1913 roku. Kampus Uniwersytetu w Darmstadt posiada również ulicę jej imienia.